# Šuňava
Šuňava (allemand : Schönau in der Liptau) est un village de Slovaquie situé dans la région de Prešov.

## Histoire
Première mention écrite du village en 1269.

## Démographie

### Évolution de la population
| Année:               | 1994. | 2004.   | 2014.   | 2024.   |
| -------------------- | ----- | ------- | ------- | ------- |
| Nombre de personnes: | 1818  | 1914    | 1987    | 1957    |
| Différence:          |       | +5,28 % | +3,81 % | -1,50 % |

| Année:               | 2023. | 2024.   |
| -------------------- | ----- | ------- |
| Nombre de personnes: | 1961  | 1957    |
| Différence:          |       | -0,20 % |